# Teorema d'Aleksàndrov
En anàlisi matemàtica, el teorema d'Aleksàndrov, que duu el nom d'Alexander Danilòvitx Aleksàndrov, afirma que si U és un subconjunt obert de {\displaystyle \mathbb {R} ^{n}} i {\displaystyle f\colon U\to \mathbb {R} ^{m}} és una funció convexa, llavors {\displaystyle f} té segona derivada gairebé pertot.
En aquest context, tenir segona derivada en un punt vol dir tenir una expansió de Taylor de segon ordre en aquest punt amb error local inferior a cap quadràtic.
El resultat està molt relacionat amb el teorema de Rademacher.